# محمد أوال
محمد أوال (بالإنجليزية: Mohamed Awal) (مواليد 1 مايو 1988 في أكرا) هو لاعب كرة قدم غاني .

## المسيرة الدولية
في 31 ديسمبر 2010، أستدعي أوال لأول مرة لمنتخب غانا.

### إحصائيات
| غانا                | غانا   | غانا    | غانا |
| السنة               | الظهور | الأهداف |      |
| ------------------- | ------ | ------- | ---- |
| 2013                | 1      | 0       |      |
| المجموع             | 1      | 0       |      |
| تحديث 13 يناير 2013 |        |         |      |

## روابط خارجية
- محمد أوال على موقع قاعدة بيانات كرة القدم.إي يو (الإنجليزية)
- محمد أوال على موقع ناشيونال فوتبول تيمز (الإنجليزية)
- محمد أوال على موقع Soccerway.com (الإنجليزية)
- خبر انتقاله إلى ماريتزبيرغ على سوكر لادوما نسخة محفوظة 22 أبريل 2013 at Archive.is